# Adolf Daab

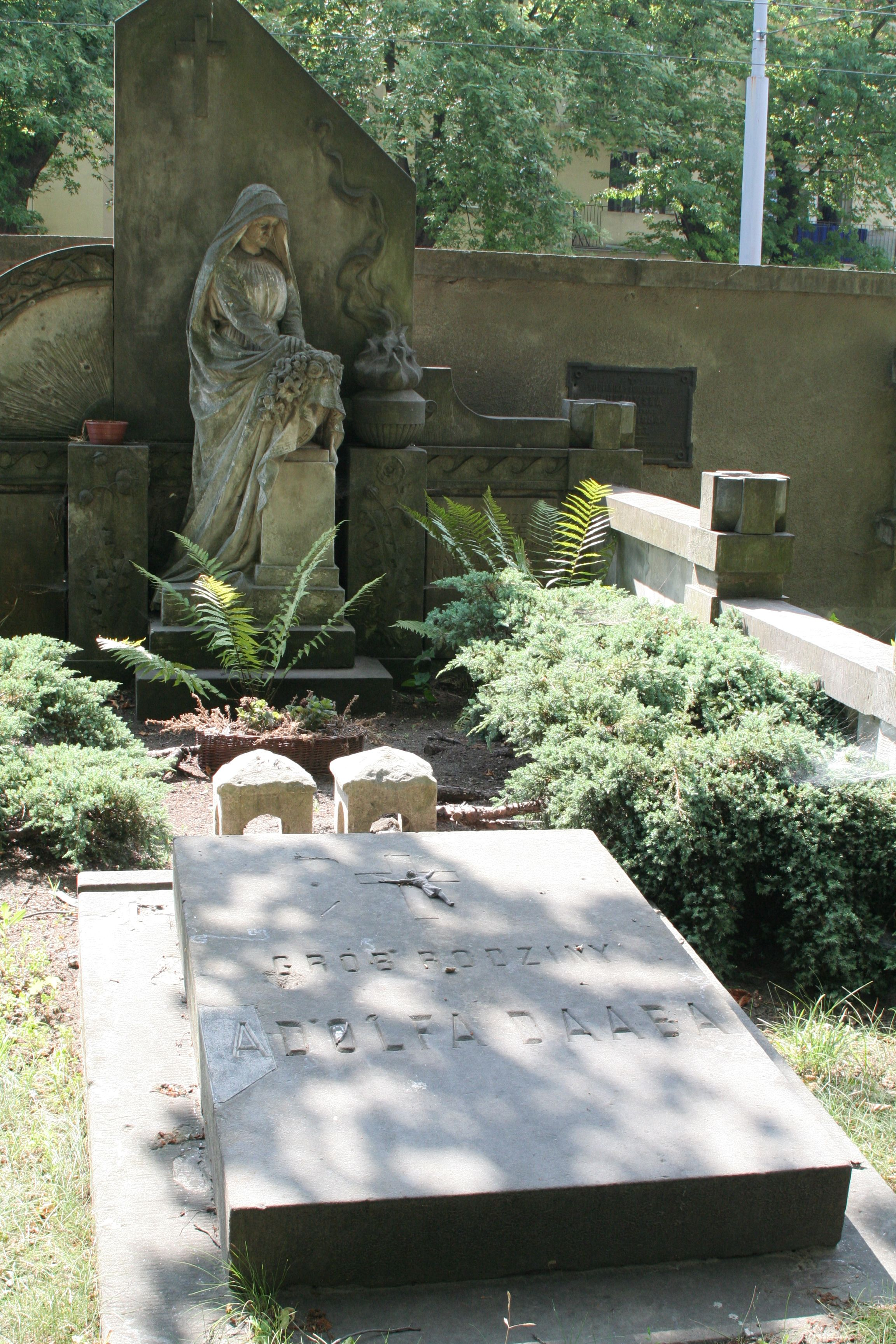
Grób Adolfa Daaba na cmentarzu ewangelicko-augsburskim w Warszawie

Adolf Daab (ur. 28 kwietnia 1872 w Warszawie, zm. 27 stycznia 1924 w Paryżu) – polski przedsiębiorca budowlany pochodzenia niemieckiego, działacz społeczności luterańskiej, społeczny i sportowy, radny Warszawy.

## Wywód genealogiczny

### XVI wiek
Najstarsze zachowane zapiski o przodkach Adolfa Daaba pochodzą z 1538 z księgi sądowej miasteczka Groß-Bieberau na terenie księstwa Hessen-Darmstadt (patrz Hesja-Darmstadt), w Hesji.
Protoplastą rodu był Hans Daub (ok. 1510 Groß-Bieberau – po 1540 Groß-Bieberau). Był on nazywany „Jankiem Gołębiarzem” (od nazwiska, wywodzącego się ze staroniemieckiej formy słowa 'gołąb') lub „Jankiem Starym Młynarzem”.
Jego syn, również Hans, zapisany w księgach parafialnych już jako Hans Daab, ożeniony był z Elisabeth (Elsa) Mögel.
Na podstawie lektury książki 1200 Jahre Groß-Bieberau wydanej tam w 1987 wiadomo, że ród Daab jest najstarszym rodem w mieście. Miał on (w 1987) ponad 400-letnią tradycję. Była to rodzina chłopsko-rzemieślnicza. Do dzisiaj część przedstawicieli rodu trudni się rzemiosłem.

### XIX wiek
W XIX wieku niektórzy członkowie rodziny Daabów, przybyli do Królestwa Polskiego w poszukiwaniu pracy. Protoplastą rodu Daab w Królestwie Polskim był dziadek Adolfa Daaba.
Johann Sebastian Daab (2 stycznia 1794 Ueberau (ob. część Reinheim) – (28 grudnia 1853 Bednary-Kolonia k. Sochaczewa), żonaty z Anne Elisabeth Katharina Rothenhäuser (ur. 1789 w Reinheim – ? Bednary-Kolonia).
Sebastian Daab był wiejskim mistrzem stolarskim w okolicy Sochaczewa. Do Królestwa Polskiego przybył w grudniu 1838 z żoną i 8 dzieci. Był wśród nich Johann Philipp Daab, ojciec Adolfa. Z czasem Johann Phillipp Daab przeniósł się do Warszawy, gdzie został właścicielem kamienicy przy ul. Wilczej. W tej właśnie kamienicy urodził się później Adolf Daab.
W sumie do Warszawy przeniosło się trzech braci Daabów. Zapoczątkowali oni 3, żyjące do dziś w Warszawie, linie tego rodu. Byli to:
- Johann Friedrich Daab (6 lipca 1817 Ueberau – 24 lipca 1876 Czechowice (ob. Warszawa-Ursus) – żonaty z Christine Katharina Uhle,
- Johann Philipp Daab (10 listopada 1818 Ueberau – 20 października 1890 Warszawa) – żonaty z Christine Uhle (31 grudnia 1826 – 5 marca 1912) – ojciec Adolfa,
- Ludwig Friedrich Daab (25 kwietnia 1821 Ueberau – 13 listopada 1907 Warszawa) – żonaty z Rozalią Koch (24 listopada 1821 – 30 lipca 1892).

## XX wiek
Po doświadczeniach Warszawy podczas II wojny światowej część potomków wyżej wymienionych braci przeniosła się w inne rejony Polski m.in. do Łodzi, Torunia i na Śląsk, gdzie żyją do dziś. Część w latach PRL wyjechała do Niemiec, powołując się na pochodzenie przodków.
Poza Polską ludzi wywodzących się z tego rodu spotkać można do dziś w Niemczech (gł. powiat Darmstadt-Dieburg), Francji (głównie w Alzacji i Lotaryngii), w USA (np. miasto Millstadt, stan Illinois) oraz w Szwajcarii (np. miejscowość Balsthal, w niemieckojęzycznym kantonie Solura niem. Solothurn).
We wstępie do wspomnień Adolfa Daaba zatytułowanych W Warszawie i na Krymie opracowanych przez Tadeusza Stegnera czytamy:

Przykładem asymilacji środowisk niemieckich w Warszawie może być rodzina Daabów. Sądząc z pamiętnika rodzice w domu mówili po niemiecku, matka z synem Adolfem korespondowała również w tym języku. Natomiast dla Adolfa już pierwszym językiem był język polski, po polsku pisał swój pamiętnik.

Rodzice jego, urodzeni w Niemczech, jako dzieci przyjechali z rodzicami do Warszawy w latach 20. XIX w. wraz z dość liczną falą imigrantów niemieckich przybyłych wówczas do Królestwa Polskiego w poszukiwaniu pracy.(T. Stegner we wstępie do wspomnień A. Daab „W Warszawie i na Krymie”)

Sam Adolf Daab o rodzicach tak pisze:

Rodzicami moimi są: nieżyjący dziś Jan Filip (2 imion) i Krystyna z Uhlów małżonkowie Daab zaślubieni ze sobą 20 lutego 1848 w kościele Ewangelicko-Augsburskim w Warszawie. (A. Daab w swoich wspomnieniach „W Warszawie i na Krymie”)

Dalej pisze:

Ojciec mój rodził się w Darmstacie dnia 10 listopada 1818, Mama zaś w Württembergu dnia 31 grudnia 1826.

Ojciec Adolfa Daaba urodził się w miasteczku Reinheim, w Hesji-Darmstadt. Zmarł natomiast w 1890 w Warszawie. Matka jego, Kristina z domu Uhle, urodziła się w miasteczku Fürfeld w Hesji Nadreńskiej, w dzisiejszym kraju związkowym Nadrenia-Palatynat. Zmarła w 1912 w Warszawie.
Pochówku Jana Filipa Daaba 22 października 1890 dokonał pastor Juliusz Bursche, wówczas proboszcz pomocniczy parafii Św. Trójcy.
Jan Filip Daab został pochowany w al. 22a nr 42, nieopodal leży jego brat Ludwik Fryderyk Daab (al. 22a nr 44).
Adolf Daab był najmłodszym dzieckiem swoich rodziców. Dzieci te rodziły się w latach 1849–1872. Adolf Daab miał trzech braci:
- Karol Daab oo Julia Hammer
- Leopold Daab oo Helena Knittel (siotra H. Knittla, żonatego z Rosalie Bentz (1845-1881), dziadka znanego współczesnego kompozytora – Krzysztofa Knittla z rodu Knittlów h. Własnego.
- Aleksander Daab oo Anna Hammer[1]

oraz cztery siostry:
- Helena Daab oo Henryk Karol Eberhardt[2]
- Karolina Daab oo Gustaw Lindner[3]
- Anna Daab oo Gottlob Weigle[4]
- Natalia Daab oo Wilhelm Gerold[5]

## Działalność zawodowa
Adolf Daab był udziałowcem Towarzystwa Akcyjnego Zakładów Przemysłowych Budowlanych „Fr. Martens i A. Daab”, założonych w 1866 przy ul. Hożej w Warszawie. Firma ta istniała do 1946. Jej nazwa pochodzi od nazwiska przybyłego z Danii pierwszego właściciela Fryderyka Martensa (1839–1899) i późniejszego udziałowca Adolfa Daaba.
De facto w 1899 Fryderyk Martens przekazał zarząd nad firmą swojemu synowi Karolowi Henrykowi Martensowi (1868–1948) i jego wspólnikowi oraz przyjacielowi Adolfowi Daabowi. Nazwa firmy nie uległa zmianie ze względu na rozpoznawalną już wówczas markę.
Zakład wybudował wiele obiektów przemysłowych, publicznych i prywatnych na terenie Warszawy i Królestwa Polskiego, m.in. budynki parafii ewangelicko-augsburskiej (kamienica czynszowa z dwoma oficynami przy ul. Kredytowej 4, nieistniejący już dom parafialny od strony pl. Małachowskiego, gmach Gimnazjum Męskiego im. Mikołaja Reja).
Ponadto przedsiębiorstwo to wybudowało:
- kompleks budynków warszawskiej Dyrekcji Kolejowej przy ul. Targowej 74,
- gmach Wyższej Szkoły Handlowej (ob. Szkoła Główna Handlowa) w al. Niepodległości,
- gmach Domu Towarowego Bracia Jabłkowscy przy Brackiej 25 (ob. Traffic Club),
- tunel kolei średnicowej pod al. Jerozolimskimi,
- gmach firmy B. Hantke,
- gmach firmy E. Szczerbiński,
- wiadukt kolei nadwiślańskiej w Lublinie.

## Działalność społeczno-samorządowa
- prezes zarządu Banku Kredytu Hipotecznego
- członek Stowarzyszenia Właścicieli Nieruchomości
- sędzia Handlowy Trybunału Handlowego
- członek Towarzystwa Opieki nad Dziećmi w Warszawie
- członek Komisji Rewizyjnej Warszawskiego Towarzystwa Dobroczynności
- członek komisji wykonawczej Daru 3 Maja dla Macierzy Szkolnej
- członek Komitetu Obywatelskiego m.st. Warszawy działającego w czasie I wojny światowej
- członek Rady Kasy Handlowo-Przemysłowej
- członek Stowarzyszenia Kupców Polskich (był członkiem Komisji Arbitrów)
- zastępca radnego i radny Miasta Warszawy w latach 1916-1924 (w 1919 wybrany na zastępcę radnego Miasta Warszawy z listy Narodowego Komitetu Wyborczego Stronnictw Demokratycznych grupującego prawicowe ugrupowania mieszczańskie, w którym główną rolę odgrywała Narodowa Demokracja)[6].

## Działalność sportowa
- 1905–1908 – wiceprezes Warszawskiego Towarzystwa Łyżwiarskiego.
- 1908 – prezes Warszawskiego Towarzystwa Łyżwiarskiego.

## Działalność w warszawskiej Parafii Ewangelicko-Augsburskiej Św. Trójcy
Daab był osobą głęboko religijną przywiązaną do wyznania luterańskiego, stąd jego zaangażowanie w działalność społeczną w warszawskim zborze ewangelicko-augsburskim. W 1903, mając 31 lat, został najmłodszym członkiem Kolegium Kościelnego (ob. Rada Parafialna).
Przez 20 lat (1903–1921) był członkiem kolegium kościelnego warszawskiej Parafii Ewangelicko-Augsburskiej Św. Trójcy i przewodniczącym wydziału administracyjnego tej parafii.
Uroczystość konfirmacji Adolfa Daaba (w języku niemieckim),odbyła się 2 października 1887 r. Obrzędu tego dokonał pastor Henryk Leopold Bartsch (1832-1899), wówczas II pastor zboru Ewangelicko-Augsburskiego w Warszawie. Konfirmację w języku polskim wprowadzono w zborze warszawskim dopiero po 1888 r.

## Rodzina
Adolf Daab ożenił się 16 października 1897 z koleżanką z dzieciństwa, Rozalią Anną Knittel (1868–1938), używającą imienia Anna („Niulcia”). Była ona wówczas wdową po Janie Powarowie, Rosjaninie (zm. 1895), z zawodu księgarzu. Anna Knittel Powarow była wyznania ewangelicko-reformowanego. Adolf i Anna mieli cztery córki:
- Halinę (1898–1989) – żonę Franciszka Kuestera[7], właściciela ziemskiego
- Jadwigę (1900 – po 1996) – żonę Bogusława Weigle[8], właściciela garbarni
- Irenę (1902–1975) – żonę Czesława-Młota Fijałkowskiego
- Alicję (1905–1981) – żona Karola Wiktora Schweitzera[9], fabrykanta musztardy

Adolf Daab usynowił także dwóch pasierbów:
- Aleksandra Daaba primo voto Powarow (1886–1932) – urzędnika państwowego w Poznaniu
- Borysa Daaba primo voto Powarow (1890–1916) – który popełnił samobójstwo z miłości

W latach 1889–1892 Adof Daab praktykował w firmie budowlanej Roberta Karstensa. Następnie odbywał służbę wojskową w Symferopolu (w latach 1892–1897) jako żołnierz armii carskiej. Podczas pobytu na Krymie pisał pamiętnik (1895–1896). Chociaż w domu posługiwał się językiem polskim, w pamiętniku brak odniesień do polskiej literatury (np. Sonetów krymskich Adama Mickiewicza). Trzeba pamiętać, że uczył się w szkole rosyjskiej, a wychował w domu niemieckim.
Z czasem dał się poznać jako osoba zaangażowana w działalność patriotyczną. Jego własny dom był już ze wszech miar polski.
Wspomnienia W Warszawie i na Krymie zostały opublikowane dopiero w 1996, „za zgodą pani Anny Kuester, wnuczki Adolfa Daaba, która udostępniła przechowywane przez nią wspomnienia dziadka” (T. Stegner we wstępie do ww. wspomnień A. Daab).

## Śmierć i pogrzeb
Adolf Daab zmarł 27 stycznia 1924 na raka w Paryżu, dokąd wyjechał na leczenie. Uroczysty pogrzeb odbył się w Warszawie 21 lutego 1924. Adolf Daab został pochowany jest na cmentarzu ewangelicko-augsburskim w Warszawie przy ul. Młynarskiej, w al. 2 nr 10.